# آرتور ماسوآکو
فوکا-آرتور ماسوآکو کاولا (فرانسوی: Fuka-Arthur Masuaku Kawela‎؛ زادهٔ ۷ نوامبر ۱۹۹۳) بازیکن فوتبال اهل فرانسه است.
از باشگاه‌هایی که در آن بازی کرده‌است می‌توان به والنسین، المپیاکوس و وستهام یونایتد اشاره کرد.